# Норт-Норвіч (Нью-Йорк)
Норт-Норвіч (англ. North Norwich) — місто (англ. town) в США, в окрузі Ченанго штату Нью-Йорк. Населення — 1664 особи (2020).

## Демографія
Згідно з переписом 2010 року, у місті мешкали 1783 особи в 715 домогосподарствах у складі 509 родин. Було 805 помешкань
Расовий склад населення:
| - 97,0 % — білих - 0,7 % — азіатів - 0,6 % — чорних або афроамериканців - 0,4 % — корінних американців |

До двох чи більше рас належало 1,2 %. Частка іспаномовних становила 1,2 % від усіх жителів.
За віковим діапазоном населення розподілялося таким чином: 22,0 % — особи молодші 18 років, 63,6 % — особи у віці 18—64 років, 14,4 % — особи у віці 65 років та старші. Медіана віку мешканця становила 42,9 року. На 100 осіб жіночої статі у місті припадало 99,2 чоловіків;  на 100 жінок у віці від 18 років та старших — 99,7 чоловіків також старших 18 років.
Середній дохід на одне домашнє господарство  становив 69 571 долар США (медіана — 51 875), а середній дохід на одну сім'ю — 71 745 доларів (медіана — 60 804). Медіана доходів становила 43 235 доларів для чоловіків та 38 750 доларів для жінок. За межею бідності перебувало 10,0 % осіб, у тому числі 8,4 % дітей у віці до 18 років та 5,4 % осіб у віці 65 років та старших.
Цивільне працевлаштоване населення становило 813 осіб. Основні галузі зайнятості: освіта, охорона здоров'я та соціальна допомога — 19,6 %, виробництво — 15,4 %, сільське господарство, лісництво, риболовля — 12,1 %, роздрібна торгівля — 10,8 %.